# Metapad
Metapad – edytor tekstu dla systemu Windows 9x/NT/2000/XP/Vista/7, stworzony przez Aleksandra Davidsona w 1999 roku.
Możliwości edytora
- brak limitu wielkości dla plików w Windowsie 9x;
- uniksowy format plików tekstowych;
- zawijanie wierszy;
- wyszukiwanie tabulatorów i nowych linii;
- obsługuje hiperłączy;
- autowcięcia;
- blokowe wcięcia;
- pluginy dla różnych wersji językowych.

Metapad został napisany w czystym ANSI C z dołączonymi bibliotekami Win32 API. Celem Metapada było zastąpienie windowsowego Notatnika. Program występuje w dwóch wersjach: pełnej oraz LE (lekka edycja). Pełna wersja wykorzystuje bardziej rozbudowany obiekt programistyczny RichEdit, natomiast wersja LE odrobinę szybszy Edit control.